# Movimiento Libertario (Costa Rica)
El Movimiento Libertario (ML) es un partido político costarricense de origen liberal clásico y libertario, que en sus estatutos se declaraba "liberal de centro". Sus principios eran la libertad individual en el plano político, la igualdad ante la ley, la seguridad jurídica en el plano legal y la libre empresa dentro del capitalismo en lo económico.
Tras su primera participación electoral en 1998 en que logró elegir a un único diputado, Otto Guevara, quien se convertiría en su principal referente, el partido gozaría de cierto protagonismo como principal fuerza a la derecha del espectro especialmente en las elecciones de 2002, 2006 y 2010. En 2014 el partido sufrió una debacle al quedar relegado al cuarto lugar y luego perder todos sus alcaldes en las elecciones municipales de 2016. Asolado por escándalos de corrupción y enormes deudas económicas, el inicio de su debacle fue en 2018 donde no obtuvo representación legislativa y donde Guevara, candidato por quinta vez, recibió sólo el 1% de respaldo. Su peor resultado electoral fue en 2022 donde su candidato fue el menos votado de todos los 25 candidatos.

## Historia

Bandera utilizada por el Movimiento Libertario en sus primeras participaciones electorales

El Movimiento Libertario nació en 1994 como partido minoritario en un contexto de rígido bipartidismo costarricense donde las dos principales opciones políticas eran el Partido Liberación Nacional y el Partido Unidad Social Cristiana (lo que el Movimiento denominó despectivamente como el PLUSC) los fundadores del Movimiento Libertario originalmente fueron, en su mayoría, miembros del Partido Unidad Social Cristiana, entonces el partido más grande de derecha del país y que tenía entre sus filas círculos de pensamiento liberal (como la Asociación Nacional de Fomento Económico y el rodriguismo) aun siendo oficialmente un partido demócrata cristiano. Algunos de sus fundadores, sin embargo, eran liberales sin partido provenientes de la Academia.[cita requerida] El Movimiento Libertario logró un diputado en el periodo 1998-2002 (con 0.4% de los votos), el actual dirigente del partido, Otto Guevara Guth. Como candidato presidencial logró seis diputados en las elecciones de 2002 (1.7% de los votos),  detrás del PLN, el PUSC y el entonces recién fundado Partido Acción Ciudadana. Uno de sus diputados, Carlos Manuel Salas Ramos, se separó y fundó el partido provincial denominado Partido Auténtico Herediano, ya disuelto.
En el año 2005 se adhirieron al ML los partidos Alianza Nacional Cristiana, Agrario Nacional y Unión General. Ese mismo año surgieron conflictos internos dentro del partido, algunas figuras  como los cofundadores Raúl Costales y Rigoberto Stewart abandonaron el partido. Guevara aseguró que los sectores "radicales" eran los que se habían salido y que se habían quedado los más moderados. Para sus detractores el ML había dejado de lado los ideales liberales y libertarios originales. Una de las primeras consecuencias de este cisma fue que Guevara aceptó el subsidio estatal (conocido como "deuda política") para patrocinar su segunda campaña presidencial. Del mismo modo, Guevara propuso que era aceptable la participación del Estado en educación, salud, infraestructura y otros sectores.
En las elecciones del año 2006, el ML logró un ligero aumento en su votación para presidente (8.5%) y la misma cantidad para diputados, obteniendo 6[cita requerida]. Casualmente, al igual que en el periodo anterior, uno de sus diputados se salió; la diputada Evita Arguedas renunció al Movimiento Libertario enemistada con Mario Quirós Lara y se declaró independiente. El ML logró elegir un alcalde en el cantón de Paraíso de Cartago.

Desde 2007 se consensúa una agenda de acuerdos para lograr la presidencia de 2010. En julio del mismo año, Otto Guevara volvió a ser reelegido Presidente del Comité Ejecutivo y candidato presidencial por tercera vez, obteniendo 20.9% de los votos y siendo por segunda vez el tercer candidato más votado, desde entonces los cuestionamientos a la financiación de las campañas del ML suben de tono y es cuando uno de sus candidatos a alcalde, mayor financista de la campaña presidencial del 2010, Olman Rimola, fue arrestado en mayo del 2011 por lavado de activos.

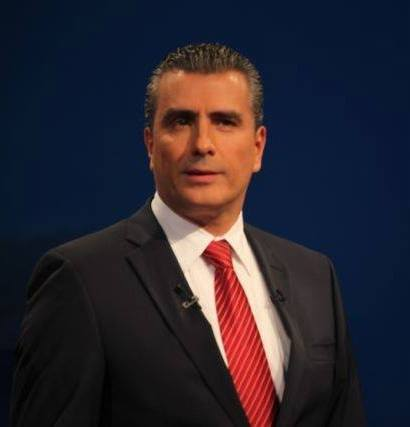
Otto Guevara, dos veces diputado y cinco veces candidato presidencial del Movimiento Libertario, presidió el partido por varios períodos y fue su figura más conocida

En noviembre del 2011 el partido se ve sacudido, de nuevo, por un escándalo de corrupción cuando las autoridades judiciales allanan las oficinas centrales de la agrupación política, la casa de su candidato presidencial Otto Guevara y otros sitios, así como arrestan al tesorero y contador del partido por presunto mal manejo de fondos y cobro al Tribunal Supremo de Elecciones de capacitaciones y actividades que no se realizaron, así como por recibir donaciones de personas al margen de la ley, que buscaban favores a cambio de su dinero (caso de Olman Rimola) y por cobrarle al Tribunal Supremo de Elecciones facturas por capacitaciones que presuntamente habían sido ya financiadas por la Fundación Friedrich Naumann para la Libertad. Al igual que en el período 2002-2006 y 2006-2010, en el período 2010-2014 uno de sus diputados deserta, en este caso Carlos Góngora quien renuncia al partido en junio de 2013 y da su adhesión al candidato socialcristiano Rodolfo Hernández.
Guevara fue elegido candidato presidencial por cuarta vez el nueve de junio de 2013 por la Asamblea Nacional del partido, afirmando que realizaría una campaña sucia contra el candidato oficialista Johnny Araya. También enfocaron buena parte de su publicidad e intervenciones en debates y entrevistas para atacar al partido izquierdista Frente Amplio al que acusaban de "chavista" y comunista y que parecía superarlos en los sondeos estadísticos por escaso margen o empatarlos.
El partido sufrió varios cismas, como la salida a comienzos de 2013 del diputado y exalcalde Carlos Góngora, el alcalde y vicealcalde de Sarchí y luego los diputados Mireya Zamora, Ernesto Chavarría y Manuel Hernández en setiembre de 2013. En ese año recibe la adhesión del histórico partido liberal Unión Nacional cuyo presidente Arturo Acosta se une al equipo de campaña.
Tras las elecciones presidenciales de 2014, con Otto Guevara como su candidato presidencial por cuarta ocasión, el partido fue el cuarto más votado después de los partidos Acción Ciudadana, Liberación Nacional y Frente Amplio, aun cuando las encuestas le vaticinaban mayor respaldo. Su bancada parlamentaria se redujo considerablemente de nueve a cuatro diputados (uno de ellos Guevara mismo) siendo el quinto partido en votos legislativos por debajo de los antes mencionados y el Partido Unidad Social Cristiana y la quinta bancada en tamaño en la Asamblea Legislativa del período 2014-2018.

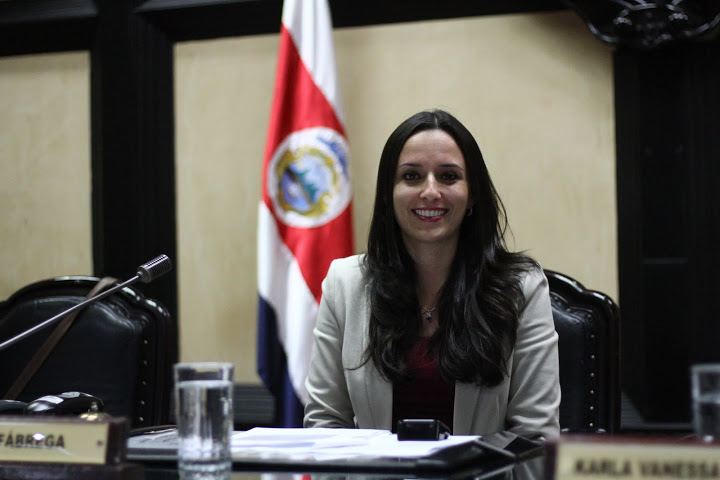
Natalia Díaz, diputada 2014-2018

Tras las elecciones el partido enfrenta una grave crisis económica al no haber obtenido suficientes votos en las elecciones de 2014 como para cubrir sus deudas de campaña con la contribución estatal (que es proporcional a la cantidad de sufragios recibidos). Habiendo el partido solicitado un adelanto de deuda política por ¢155 millones y un oneroso préstamo al Banco LAFISE por ¢2500 millones de colones, solo teniendo derecho a cobrar 1800 millones. Esto sumado a deudas contraídas con porteadores, varios acreedores y de pagos morosos a la Caja Costarricense de Seguro Social por 20 millones. Por esta razón el Comité Ejecutivo del Movimiento Libertario declaró al partido incapaz de horar sus pagos por falta de fondos.
En setiembre de 2015 la diputada libertaria Carmen Quesada renuncia al partido afirmando que la agrupación persigue al sector público y no cree en la igualdad de género.
El 23 de octubre de 2015 el vicepresidente y otros dos jerarcas del partido son condenados por los Tribunales de Justicia por el delito de estafa al Estado al haber sido encontrados culpables de cobrar fondos de contribución política con capacitaciones falsas.
En 2016 el partido sufrió un duró revés en las elecciones municipales de medio período donde no obtuvo alcaldes y perdió los dos que ostentaba, además de que redujo considerablemente su número de concejales. Entre finales de 2016 e inicios de 2017 se vio afectado por la salida de militantes, principalmente dirigentes juveniles que renunciaron al partido para integrarse en el PUSC cuyo número según fuentes periodísticas es de 150. Asimismo con el surgimiento de nuevas agrupaciones liberales muy críticas del partido al que acusan de conservador.
En 2017 el partido realizó su primera Convención Nacional (elección primaria) de su historia entre los precandidatos Otto Guevara en su quinto intento por aspirar a la presidencia del país, y la diputada de 32 años Natalia Díaz, venciendo Guevara. Guevara, afectado por el escándalo del «Cementazo» y con escasos fondos debido a deudas contraídas en previas campañas, sufriría el peor resultado en su historia con tan solo 1.3% de los votos y sin obtener asientos parlamentarios. En 2019 Guevara anunció su intención de fundar un nuevo partido político y disolver el Movimiento Libertario ante la imposibilidad de pagar las deudas del partido, siendo fundado el partido Unión Liberal en noviembre de 2019.
Personeros del partido anunciaron que no participarían más en elecciones a partir de 2019 imposibilitados de pagar las deudas del partido. La legislación costarricense no permite a los partidos políticos disolverse, solo se disuelven de participar en elecciones y recibir menos 3000 votos (el mínimo de adhesiones para fundar un partido). Otto Guevara anunció que estaba fundando un nuevo partido político. Dicha agrupación fue presentada el 11 de noviembre de 2019 con el nombre de Unión Liberal.
En 2021 se anunció que el Movimiento Libertario participaría en las elecciones del 2022 con la candidatura del empresario Carlos Valenciano Kamer. Kamer renunciaría a la candidatura poco después alegando problemas de salud. Fue sustituido por Luis Alberto Cordero Arias, expresidente de la Fundación Arias para la Paz y el Progreso Humano, Cordero manifestó que el nuevo Movimiento Libertario que él lideraba era muy diferente al que alguna vez lideró Otto Guevara e incluso manifestó posiciones como la de defender la Caja Costarricense de Seguro Social, una postura opuesta a la posición antiestatista y antimonopolios públicos que ostentó el partido en el pasado.

## Ideología
El nombre del Movimiento Libertario proviene del término 'libertario', usado para distintas ideologías que abogan por algún tipo de libertad individual y control a la injerencia del Estado en ella (ver: partido libertario). Originalmente el ML se caracterizaba por la búsqueda de la mayores libertades civiles y las libertades económicas y mayor eficiencia en el aparato estatal, desburocratizándolo. En la libertades personales apoyaba la maximización de los derechos individuales, haciendo respetar las garantías constitucionales al respecto y despenalizando progresivamente los delitos sin víctima (aquellos donde el Estado condena los acuerdos lícitos entre personas adultas) para que en cambio el Estado se ocupe de combatir con firmeza los delitos contra las personas y sus bienes.
En sus orígenes, y fiel a su ideología libertaria, el ML postuló en los años noventa una serie de propuestas bastante polémicas para la época y para la sociedad conservadora costarricense que incluían en lo económico la eliminación de todos los monopolios públicos, incluyendo los emblemáticos ICE, CCSS e INS y la reducción del Estado al mínimo de manera que fuera solamente garante de la libertad individual lo que incluía que el Estado dejara de financiar salud y educación y que estas fueran financiadas por el bolsillo de cada ciudadano. En lo social estaba a favor del matrimonio para personas del mismo sexo, la legalización de las drogas, la flexibilización de los trámites para la tenencia de armas, y la dolarización, así como apoyaba a vendedores ambulantes y taxistas informales o “piratas”. También durante este período se niega a aceptar la contribución estatal para financiar partidos políticos conocida como deuda política. Estas posturas eran bastante escandalosas para aquel momento.

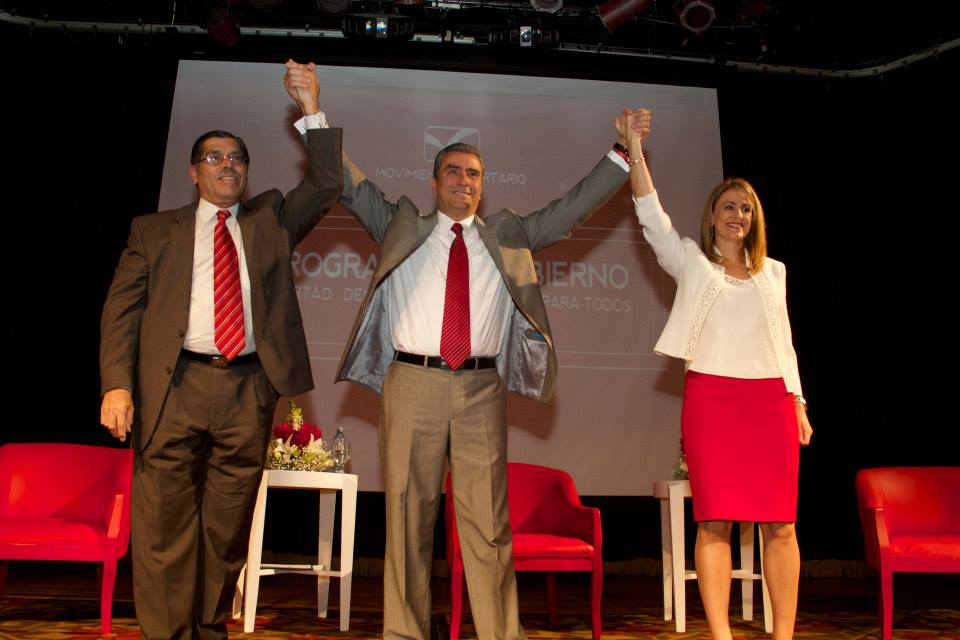
Fórmula presidencial libertaria para las elecciones de 2014; Otto Guevara junto a sus candidatos vicepresidenciales Thelmo Vargas y Abril Gordienko.

Guevara y su partido en general modificaron muchas de estas haciéndolas más moderadas, lo que llevó a la salida de varios fundadores del partido como Rigoberto Stewart y Raúl Costales. Guevara afirmó que la salida de este grupo representaba la de los elementos más radicales dentro del partido y que este se había tornado más liberal que libertario. Su propuesta para las elecciones de 2006 plantea la apertura en los mercados de telecomunicaciones, energía, seguros y servicios médicos manteniendo las instituciones públicas y deja de lado completamente viejos temas como los derechos de la comunidad sexualmente diversa y la despenalización de las drogas. También aceptó recibir la deuda política.
En el ámbito económico, siguió abogando la reducción de la injerencia excesiva del estado en asuntos como telecomunicaciones y seguros, además de defender el libre comercio, posición que se reflejaría en su apoyo al TLC con los Estados Unidos.
Sin embargo a partir de 2006, el partido instaura una política de puertas abiertas en la que permite la entrada de miembros de otros partidos, como del PLN y en especial líderes y mandos medios del PUSC. Lo cual lleva al partido a una constante ambivalencia de criterios. Algunos críticos liberales señalan que el partido dejó de ser liberal para volverse más conservador o socialcristiano, y otros analistas acusan a Guevara de populista.
El Movimiento Libertario ha criticado fuertemente los escándalos de corrupción en que se han visto envueltos expresidentes y altos funcionarios de los tradicionales Partido Liberación Nacional y Partido Unidad Social Cristiana, y popularizó las siglas PLUSC para denunciar que ambos partidos eran sencillamente una misma organización política. Sin embargo en los últimos años ha estado envuelto en polémicas sobre la procedencia de los recursos de campaña.
En 2010 su campaña fue antiliberacionista, llegando incluso a atacar a Jose Figueres, sin embargo en el primer año de Gobierno de Laura Chinchilla Miranda se dedicó a negociar, con su partido PLN, para buscar cierto posicionamiento legislativo. Así mismo dejó de lado viejas posturas liberales del partido e hizo una campaña abogando por "mano dura" contra la delincuencia.

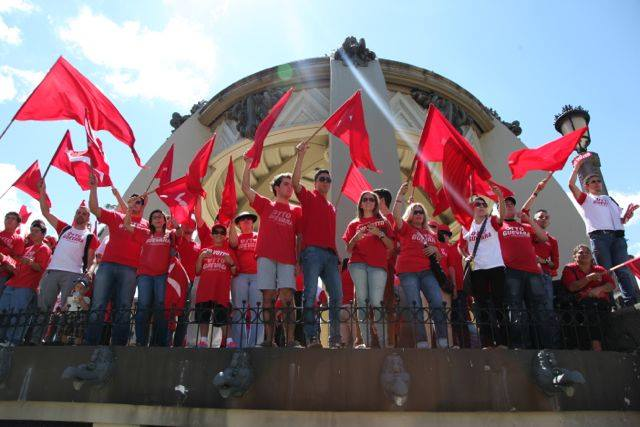
Reunión de simpatizantes del Movimiento Libertario en la campaña presidencial de 2014

Antiguos miembros del Movimiento Libertario lo han criticado por abandonar sus postulados originales y negociar cualquier cosa a cambio del poder. Se hace crítica a los diputados por no ser libertarios ni liberales. En el 2011 Otto Guevara dejó la presidencia de la Red Liberal de América Latina a raíz de un escándalo de financiamiento que involucraba a la Fundación Friedrich Naumann para la Libertad.
También es el único partido de la Asamblea Legislativa que se opuso a la ilegalización de la cacería deportiva, así como se opuso al proyecto de Banca de Desarrollo y a la reforma constitucional para declarar el acceso al agua como derecho humano, reforma que implicaría afectar los intereses de megaproyectos turísticos.
Entre 2012 y 2013 habría nuevas salidas del partido como Federico Malavassi, miembro fundador, diputado en el período 2002-2006, expresidente del Tribunal de Ética y primer candidato presidencial, y un sector de la juventud llamado Nueva Generación Liberal quienes intentarían fallidamente fundar un nuevo partido liberal. Acusaron a Guevara y al ML de haber abandonado el liberalismo.

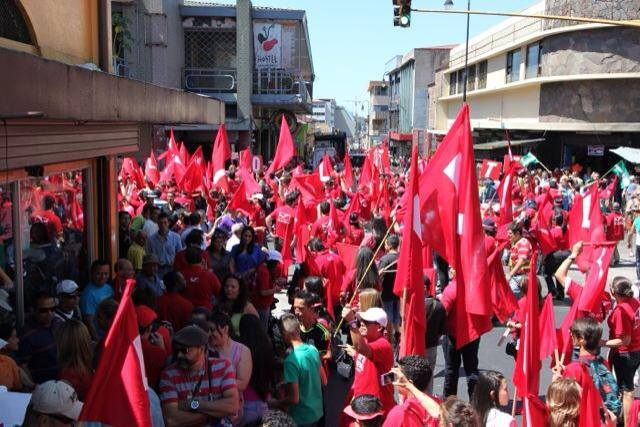
Concentración de militantes del Movimiento Libertario en la campaña presidencial de 2014

Para las elecciones de 2014 el partido se proclamó "liberal de centro" lo que generó críticas entre pensadores liberales que renunciaron al partido. Guevara también se proclamó defensor de los valores cristianos, se manifestó opuesto al aborto y al matrimonio igualitario y aseguró que no impulsaría la legalización de las uniones de parejas del mismo sexo, adujo también que su partido había acogido la doctrina social de la Iglesia y que combinaba los principios liberales con los valores socialcristianos, apostándole a una posición mucho más conservadora. No obstante el partido no logró captar el voto conservador y pareció perder parte del apoyo tradicional de su base liberal pues su respaldo electoral disminuyó notablemente.
Una acusación que se hace a menudo contra el Movimiento Libertario es tacharlo de ser un partido de extrema derecha, señalamiento que ha sido muy frecuente en campaña especialmente por el candidato del Partido Liberación Nacional y que fue usada, por ejemplo, tanto por Laura Chinchilla en 2010 como por Johnny Araya en 2014.
Tras la salida de figuras como Otto Guevara y Federico Malavassi quienes fundaron el partido Unión Liberal el Movimiento Libertario giró más a la izquierda manteniendo posiciones más estatistas. Esto motivó a Malavassi incluso a declarar que el PML ya no era un partido liberal.

## Demografía electoral
Según estudios del Estado de la Nación, el Movimiento Libertario tiene su base principalmente en personas de clases populares y escasos recursos tanto en las ciudades como en las zonas rurales. Una de las provincias donde es más fuerte es la de Puntarenas. Aunque también cuenta con el apoyo de un sector importante del empresariado.

## Resultados electorales

### Elecciones presidenciales
| Año  | Candidatos             | Candidatos                 | Candidatos                      | 1.ª vuelta | 1.ª vuelta | 2da vuelta | 2da vuelta | Resultado | Notas                                       |
| Año  | Presidente             | Presidente                 | Vicepresidente                  | Votos      | %          | Votos      | %          | Resultado | Notas                                       |
| ---- | ---------------------- | -------------------------- | ------------------------------- | ---------- | ---------- | ---------- | ---------- | --------- | ------------------------------------------- |
| 1998 |                        | Federico Malavassi Calvo   | Mariano Moge Otárola            | 5,874      | 0.42       |            |            | 7.º       |                                             |
| 1998 | Patricia Odio Iglesias | Federico Malavassi Calvo   |                                 | 5,874      | 0.42       |            |            | 7.º       |                                             |
| 2002 |                        | Otto Guevara Guth          | Álvaro Cordero Yannarella       | 25,815     | 1.69       |            |            | 4.º       |                                             |
| 2002 | Otilia Chacón Chacón   | Otto Guevara Guth          |                                 | 25,815     | 1.69       |            |            | 4.º       |                                             |
| 2006 |                        | Otto Guevara Guth          | Rogelio Pardo Evans             | 137,710    | 8.76       |            |            | 3.º       |                                             |
| 2006 | Ana Alfaro Masis       | Otto Guevara Guth          |                                 | 137,710    | 8.76       |            |            | 3.º       |                                             |
| 2010 |                        | Otto Guevara Guth          | Mario Quirós Lara               | 399,788    | 20.92      |            |            | 3.º       |                                             |
| 2010 | Lorena San Román       | Otto Guevara Guth          |                                 | 399,788    | 20.92      |            |            | 3.º       |                                             |
| 2014 |                        | Otto Guevara Guth          | Thelmo Vargas Madrigal          | 233,064    | 11.34      |            |            | 4.º       |                                             |
| 2014 | Abril Gordienko López  | Otto Guevara Guth          |                                 | 233,064    | 11.34      |            |            | 4.º       |                                             |
| 2018 |                        | Otto Guevara Guth          | Franz de los Ángeles Tattenbach | 20,621     | 1.02%      |            |            | 7.º       |                                             |
| 2018 | Viviam Quesada         | Otto Guevara Guth          |                                 | 20,621     | 1.02%      |            |            | 7.º       |                                             |
| 2022 |                        | Luis Alberto Cordero Arias | Rocío Solís Gamboa              | 1,406      | 0,07%      |            |            | 25.º      | Peor resultado electoral desde su fundación |
| 2022 | Royner Mora Ruiz       | Luis Alberto Cordero Arias |                                 | 1,406      | 0,07%      |            |            | 25.º      | Peor resultado electoral desde su fundación |

### Elecciones legislativas
|  | 3.1 % |

|  | 9.3 % |

|  | 9.2 % |

|  | 14.5 % |

|  | 7.9 % |

|  | 2.32 % |

|  | 0.68 % |